# Fabien Schmidt
Fabien Schmidt (* 23. März 1989 in Colmar) ist ein ehemaliger französischer Straßenradrennfahrer.

## Sportliche Laufbahn
Fabien Schmidt gewann 2011 bei der Tour de la Creuse mit seinem Team UC Nantes Atlantique das Mannschaftszeitfahren und er konnte auch die Gesamtwertung für sich entscheiden. Ende der Saison fuhr er für das UCI ProTeam FDJ als Stagiaire. 2012 fuhr er für das französische Continental Team Roubaix Lille Métropole, wo er eine Etappe bei La Mi-Août en Bretagne für sich entscheiden konnte. In der Saison 2013 fuhr er für das Professional Continental Team Sojasun. 2018 gewann er die Tour de Bretagne und 2019 die Bergwertung der Boucles de la Mayenne. 2020 beendete er seine Radsportlaufbahn.

## Erfolge
2011
- Paris–Tours U23

2012
- eine Etappe La Mi-Août en Bretagne

2014
- eine Etappe Tour de Bretagne

2018
- Gesamtwertung Tour de Bretagne

2019
- Bergwertung Boucles de la Mayenne